# Arcos de Valdevez
Arcos de Valdevez là một huyện thuộc tỉnh Viana do Castelo, Bồ Đào Nha. Huyện này có diện tích 447 km², dân số thời điểm năm 2001 là 24761 người.